# Săvinești (okręg Neamț)
Săvinești – wieś w Rumunii, w okręgu Neamț, w gminie Săvinești. W 2011 roku liczyła 5921 mieszkańców.